# Alfredo Baccarini
Alfredo Baccarini, född 6 augusti 1826 i Russi, provinsen Ravenna, död 3 oktober 1890, var en italiensk ingenjör och politiker.
Baccarini studerade vid Bolognas universitet, blev filosofie doktor och ingenjör samt deltog 1848–49 i kriget för Italiens självständighet. Han blev förste stadsingenjör i staden Ravenna 1858 och fick efter Italiens enande flera viktiga offentliga uppdrag. Så kallades han 1875 att som generaldirektör leda statens vattenbyggnader och var 1878–83 (med ett kort avbrott) minister för offentliga arbeten i Benedetto Cairolis och Agostino Depretis kabinett. Jämte Francesco Crispi, Benedetto Cairoli, Giovanni Nicotera och Giuseppe Zanardelli ("pentarkin") bekämpade han sedan Depretis styrelse och slöt sig efter dennes död till oppositionen mot Crispi. Baccarini gjorde betydande insatser för järnvägsbyggandet i Italien och utgav flera arbeten i väg- och vattenbyggnadskonst.

Appunti di statistica idrografica italiana (1877)